# Mikkel Birkegaard
Mikkel Birkegaard (9 dicembre 1968) è uno scrittore danese, informatico, ha avuto un discreto successo letterario in Danimarca con il romanzo "I libri di Luca" pubblicato anche in Italia da Longanesi e in inglese con il titolo "Library of Shadows".
Birkegaard vive a Copenaghen.

## Opere
- I libri di Luca (Libri di Luca, 2007)
- I delitti di uno scrittore imperfetto (Over mit lig, 2009), traduzione di Bruno Berni, Longanesi, Milano 2010
- Il libro dei sogni (Fra drømmenes bog, 2013), traduzione di Bruno Berni, Longanesi, Milano 2013
- Il successore, Longanesi, 2024